# 本間香
本間 香（ほんま かおり、1974年8月7日 - ）は、元新潟放送のアナウンサー。
新潟県新潟市出身。新潟大学商業短期大学部を卒業後、1996年に新潟放送に入社した。
在職中、第1子出産と第2子出産を控えて産休・育休を二度取得。2007年に一度目の職場復帰をしてからは兼子 香（かねこ かおり）名義で活動していた。

## 担当番組

### テレビ番組
- エクスプレス（TBS） - 新潟からの中継担当[4]
- お天気Meteo[2]
- NF WAVE[2]
- Meteo Week End[4]
- イブニング王国! - 「香のとくとくツアー」担当[5]、金曜「いただき生鮮情報」担当[3]

### ラジオ番組
- モーニングピアス[4]
- 香のサタデー競馬タイムズ[4]